# アラン・コック
アラン・コック（英語: Alain Cocq、1963年1月22日 - 2021年6月15日）は、フランス東部のコミューン・ディジョンに在住していた、34年間に渡って難病と戦った末にスイスで自殺幇助を受けて亡くなったフランスの尊厳死活動家である。
2019年7月に医者の手助けを受けて亡くなり、国内で「死の権利」に関する議論が巻き起こるきっかけとなったバンサン・ランベールに続いて、コックはフランス国内で「死ぬ権利」の議論を提起するきっかけとなった。

## 生涯

### 難病の発覚
1963年1月22日にモンタルジで生まれたコックは、労働者階級の家庭で育った。14歳のときに痙攣・無気力・閉塞感・倦怠感などを始めとした病気の徴候が見られ始めた。
23歳のときに血液の壁が徐々に失われ、動脈の壁がくっついてしまう難病だと判明した。その後も「耐え難い極度の痛み」で、自宅のアパートで終末期医療を受け、寝たきり生活を送っていた。

### 尊厳死を求めて
当時の法律では致死薬投与を始めとした積極的安楽死は認められていなかったため、コックは死ぬ権利を求めた。しかし、積極的安楽死を求めるコックの願いは認められなかった。その上、「余命が短い」と判断されなかったことを理由に、昏睡状態に陥れるような強力な鎮痛剤の投与すら認められなかった。
2020年7月20日には当時の大統領エマニュエル・マクロンに手紙を送り、医療従事者による幇助の支援を得た尊厳のある死（終末期鎮静）を迎える権利を求めたが、マクロン大統領は安楽死はフランスの法律で認められていないとしてこの要求を断った。インターネット上の署名サイトでは「コック氏に苦痛のない尊厳ある死を」という題名のマクロン大統領宛ての嘆願書も作成され、3万人以上が署名するなどしたものの、マクロンの決定は覆らなかった。

### 2度のハンガーストライキ
マクロン大統領がコックの要求を拒絶したことに対して、コックはフランスでの法の不備をメディアなどに広めるために、全ての飲食物の摂取と薬の投与を拒否する、いわゆるハンガー・ストライキを起こした上で、自分の死をライブ中継することを発表した。Facebookは、コックがソーシャルメディア上で死の瞬間を中継しようとした場合には、そのライブ中継映像をブロックすることを事前に発表していた。そして、2020年9月4日午後11時から宣言通り、コックは治療や栄養・水分の補給装置を停止し、9月5日から実際に死の瞬間を写すためにライブ中継を開始した。これに対して、Facebookは「自傷行為の助長を妨げるライブストリーミングは禁止されている」として9月5日から9月8日までFacebookアカウントをブロックする対処をとった。9月7日にはコックの体調は悪化し、重度の脱水症状や激痛などに苦しんだことから、3日後に緩和ケアを受け入れ、医療チームから痛み止めが正しく効果を発揮するように水分と食べ物を受け取った。
しかし、2020年10月12日午後0時から全ての飲食と痛み止め以外の医療を断つことを再度表明し、実施した。

### 自殺幇助へ
コックは、2021年4月にスイスのベルンに自殺幇助を行うための資金を提供するというNGOの申し出を受け入れたことを表明した。2021年6月15日午前11時20分にスイスで尊厳を保ったまま「自殺幇助」を受けて亡くなった。この事実は、コックの友人で弁護士のソフィー・メジェベルによってFacebook上で発表された。